# Pietro Sibella
Pietro Sibella, detto Piero (Valsecca, 15 ottobre 1918 – Milano, 19 novembre 1996) è stato un calciatore italiano, di ruolo portiere.

## Caratteristiche tecniche
Portiere alto e slanciato, adottava uno stile sobrio ed era abile nelle uscite alte.

## Carriera
Cresciuto nel vivaio atalantino, esordisce in Serie A il 27 febbraio 1938 in Lucchese-Atalanta (3-2). Nella stessa annata disputa altre due partite, contro Milan e Liguria, e nella Coppa Italia 1939-1940 scende in campo per l'ultima volta in maglia nerazzurra, nella partita pareggiata per 3-3 contro il Brescia. Rimane poi in rosa come terzo portiere, senza raccogliere ulteriori presenze, fino al 1945, anno in cui viene ceduto al Piacenza, militante nel campionato di Serie B-C.
In Emilia viene impiegato come titolare, disputando 20 partite di campionato e 5 nella Coppa Alta Italia. A fine stagione, tuttavia, viene posto in lista di trasferimento, a seguito degli acquisti di Furio Scarpellini e Paolo Manfredini; nel mese di febbraio 1947 si trasferisce all'Olubra, formazione di Castel San Giovanni partecipante al campionato di Serie C.

## La bottega
Nel 1956 rileva una bottega ed edicola in via Padova a Milano, nella quale sta con un pappagallo parlante e dei cani, divenendo molto noto e amato nella zona.

## Palmarès

### Club

#### Competizioni nazionali
- Serie B: 1

Atalanta: 1939-1940